# Masakr v Chartúmu
Masakr v Chartúmu se odehrál 3. června 2019 poté, co jednotky vojenské rady, kterým velely Jednotky rychlé podpory (vzniklé z milice Džandžavíd), nasadily těžkou palbu a slzný plyn k rozehnání protestujících občanů. Během jejich zásahu bylo zabito přes 100 osob. Nejméně čtyřicet těl obětí bylo vhozeno do řeky Nilu. Stovky neozbrojených protestujících byly při zásahu zraněny. Následovalo masové zatýkání a domovní zátahy po celém Súdánu. Jednotky rychlé podpory během této akce znásilnily 70 žen a mužů. V reakci na masakr vláda vojenské junty zablokovala internet, aby nemohlo docházet k šíření informací.
V říjnu 2019 byla v rámci deklarace o postupné tranzici k demokracii zřízena vládní vyšetřovací komise. Komisi nechal zřídit nový předseda vlády Abdalla Hamdok. Tranzice k demokracii ale byla přerušena v roce 2021 armádním vojenským převratem a následně v roce 2023 súdánskou válkou.

## Pozadí
V Súdánu vypukly masové protesty v prosinci 2018 a tím i súdánská revoluce. Občané kritizovali téměř třicet let trvající vládu Umara al-Bašíra. V důsledku následných nepokojů a represí ze strany státu se súdánská armáda a Jednotky rychlé podpory rozhodly Bašíra svrhnout a uvěznit. Ihned poté ustavili údajně prozatímní vládu vojenské rady. Kvůli pokračujícím protestům rezignoval generál Ahmed Awad Ibn Auf na funkci velitele súdánské armády a za svého nástupce vybral generála Abdela Fattaha al-Burhana. Nicméně protesty pokračovaly s cílem, aby se armáda vzdala moci ve prospěch volených politiků; přičemž docházelo i k smrtelným incidentům. Protestující se utábořili u budovy ministerstva obrany a vojenského velitelství. Armáda se je několikrát pokoušela neúspěšně rozehnat. Již 30. května 2019 se organizátoři protestů, včetně Súdánské profesní asociace, dozvěděli, že příslušníci Jednotek rychlé podpory předchozího dne zastřelili dvě osoby (včetně těhotné ženy). Současně dostali varování, že se v oblasti koncentruje větší množství vojenských jednotek s výzbrojí. Přesto organizátoři věřili, že k dalšímu násilí nedojde.

## Masakr
Dne 3. června vojenské jednotky pod velením Jednotek rychlé podpory zahájily těžkou palbu do protestujících a použily na ně i slzný plyn a zábleskové granáty. Během útoku zabily více než 100 osob takovým způsobem, že bylo velmi těžké odhadnout přesný počet obětí. Podle dostupných statistik bylo mezi zabitými také dvanáct dětí.
V následujících dnech pokračovalo řádění Jednotek rychlé podpory v dalších místech po celé zemi. Současně byl vládou zablokován internet. Řada incidentů tak nebyla zachycena. Stovky osob byly zraněny a další stovky zatčeny. Podle doktorů z nemocnic v Chartúmu došlo minimálně k 70 znásilnění žen i mužů; v některých případek docházelo k hromadným znásilněním.

## Důsledky
Po masakru došlo k posílení vojenské správy v Chartúmu a k utlumení protestů. Ty přesto pokračovaly, ale docházelo i k dalším zabitím.
Ihned 4. června vydaly státy Norsko, Spojené království a Spojené státy americké společné stanovisko odsuzující masakr.
Dne 5. června 2019 byla na žádost Spojeného království a Německa svolána Rada bezpečnosti OSN. Avšak Čína, podporovaná Ruskem, zablokovala snahu odsoudit zabíjení civilistů. Súdánská opozice volala po zastavení veškerých mezinárodních diplomatických styků s vojenskou juntou a po nestranném vyšetření represí.
Dne 6. června 2019 zareagovala Africká unie odmítnutím násilí a pozastavením veškerých aktivit Súdánu na projektech unie.
Na sociálních sítích se v následujících dnech rozšířilo heslo #BlueForSudan k vyjádření solidarity s oběťmi masakru. Modrá barva byla oblíbenou barvou jedné z medializovaných obětí masakru.